# Jerofej Pavlovič Chabarov
Jerofej Pavlovič Chabarov (rusky Ерофей Павлович Хабаров, kolem 1603, Svjatica, Velikousťužský újezd – srpen 1670, Usť-kirenský ostroh) byl ruský průkopník a podnikatel, který se podílel na připojení Poamuří k Rusku.

## Život

### Původ, přesídlení na Sibiř
Jerofej Chabarov se narodil kolem roku 1603, pocházel z rolnické rodiny z okolí města Velikij Usťug, na severu evropské části Ruska. Jeho otcem byl Pavel Ivanovič Chabarov, který měl tři syny – Nikitu, Jerofeje a Nikifora. Rodina žila ve vesnici Svjatica na řece Dvině, u vesnice Dmitrijevo, ve Velikousťužském újezdu. Svjaticu smyla povodeň, načež roku 1626 Pavel Chabarov koupil statek ve vsi Vystavok Lenivcev v sousedním Solvyčegodském újezdu (dnes region leží v Kotlasském rajónu Archangelské oblasti), kde byli ještě ve 40. letech 17. století jako majitelé statku a související půdy zapsáni bratři Jerofej a Nikifor Chabarovové. Třetí bratr, Nikita, je k roku 1626 doložen v Dmitrijevu.
Roku 1625 se Jerofej Chabarov účastnil své první sibiřské cesty, když se plavil z Tobolska na poloostrov Tajmyr a do Mangazeje. Roku 1628 vedl výpravu na řeku Chetu. V Mangazeji a na Tajmyru je Jerofej Chabarov připomínán s příjmením Svjatickij, podle rodné vesnice. Působil tam s ním i bratr Nikifor. Roku 1630 se vrátil z Mangazeje do Tobolska.
Od roku 1632 obchodoval s kožešinami na horním toku Leny. Roku 1639 u Usť-Kutského ostrohu na Leně u ústí Kuty objevil zdroje soli a postavil zde solivar. Roku 1641 postavil mlýn u Usť-Kirenského ostrohu, vlastnil a obdělával pozemky, postavil další mlýn v Čečujsku. Podnikání mu nevydrželo dlouho, vojevoda Pjotr Golovin po něm nejdříve požadoval vyšší odvody a pak mu zabavil jmění a uvěznil ho v Jakutském ostrohu. V Jakutsku Chabarov zůstával do roku 1645..

### Amurská výprava
Roku 1648 přišel do Jakutska nový vojevoda, Dmitrij Francbekov. Chabarov ho požádal o vypravení oddílu na Amur, do „daurské země“, kterému se chtěl postavit do čela. Francbekov souhlasil.
Roku 1649 se Chabarov s oddílem 70 lidí vypravil na z Jakutského ostrohu po Leně a Oljokše a pak na jih k Amuru, ke kterému se dostal u ústí řeky Urky, kde leželo městečko daurského náčelníka Lavkaje. Chabarov a jeho lidé však našli osadu prázdnou, neboť domorodci ze strachu před Rusy uprchli. Prázdných bylo i několik dalších sídel. Na jaře 1650 se vrátil do Jakutska se zprávami a pro posily. Také toho roku požádal úřady v Moskvě o souhlas s přesídlením své ženy Vasilisy s dcerou, vnukem a příbuznou za ním, protože dosud žili na Usťugu. Moskevské úřady souhlasily.
Na podzim 1650 se silnějším oddílem dobyl městečko náčelníka Albazy, pozdější Albazino, a po přezimování v něm se na jaře vydal dále po proudu Amuru. Daurská a ďučerská městečka a osady podél řeky si podroboval silou, pobral mnoho zajatců a skotu. V průběhu pochodu sestavil mapu řeky Amur, první evropskou mapu Poamuří. Zimu 1651/52 Chabarovovi kozáci strávili na Ačanském ostrožku. Dne 24. března tam na ně zaútočila armáda mandžuské říše Čching o 2000 mužích s 6 kanóny. Rusové bitvu u Ačanského ostrohu vyhráli, podle pozdější zprávy Chabarova v bitvě padlo téměř 700 útočníků, ale pouze 10 Rusů. Nicméně přes vítězství se cítili nejistě a stáhli se na střední Amur.
Nad ústím Sungari Chabarov v červnu 1652 potkal posilový oddíl, ale pod dojmem zpráv o šestitisícové mandžuské armádě táhnoucí proti němu, ustoupil na severozápad výše po Amuru.
V dubnu 1652 narazil na oddíl kozáků pod velením Treťjaka Čečigina vracející se z Jakutska se střelným prachem, olovem a posilami. Ukázalo se, že Čečigin poslal napřed předvoj, který se s Chabarovem minul. Kozáci chtěli plout dolů po Amuru hledat své druhy, ale Chabarov odmítl a rozkázal vydat se naopak proti proudu. To vyvolalo odpor mezi kozáky a začátkem srpna i rozkol – 136 kozáků pod velením Stěpana Poljakova se odtrhlo a vydali se po proudu Amuru. Dostali až na jeho dolní tok do země Giljaků, kde se usadili. Chabarov se vydal za nimi a 30. září se objevil u stěn jejich ostrohu, nechal postavit zimoviště v jejich blízkosti a pak na ně nechal střílet z děl a zbít na smrt dvanáct z nich, chycených mimo ostroh. Ostatní rebelové se pak vzdali, ale přes písemné záruky opaku je Chabarov nechal zbít, až několik z nich zemřelo. Jejich ostroh 7. února 1653 spálil.
V srpnu 1653 na Amur doputoval moskevský šlechtic Dmitrij Zinovjev pověřený uspořádáním záležitostí v Poamuří. Ze žalob Chabarovových kozáků zjistil, že Jerofej Chabarov posílal do Jakutska nepravdivé přikrášlené zprávy o své činnosti, v rozporu s instrukcemi se choval násilně a krutě jak ke kozákům, tak k místnímu obyvatelstvu, které proto od Rusů utíkalo a země pustly. Zinovjev proto Chabrova zatkl, velením na Amuru pověřil Onufrije Stěpanova a s vězněným Chabarovem se vrátil do Moskvy.

### Život po Amuru
Do Moskvy Zinovjev s Chabarovem dorazil v prosinci 1654. Vyšetřování Chabarovovy činnosti na Amuru skončilo osvobozením Poljakova a ostatních vůdců protichabarovské vzpoury. Chabarov také žaloval Zinovjeva z toho, že si přisvojil jeho majetek, a na podzim 1655 spor vyhrál.
Roku 1655 Chabarov sepsal podání carovi Alexeji Michajloviči, ve kterém podrobně vyčíslil své zásluhy při osvojování sibiřských a daurských území. Car rozhodl, že Chabarov sice nedostane peněžní odměnu, nicméně byl povýšen na syna bojarského a poslán na Sibiř do Usť-Kutského ostrohu spravovat tamní volosť. Současně mu vláda uložila zaplacení nákladů za vybavení jeho amurských expedic, v závratné výši 4 850 rublů.
Z Moskvy Chabarov odjel v červenci 1656, na Lenu dorazil v srpnu 1657 a do května 1659 byl prikazčikom v Kirensku. Potom odjel do Tugirského ostrožku a v srpnu 1659 do Jakutska. V červenci 1660 ho jakutský vojevoda poslal pod stráží do Čečujsku, aby tam hospodařil na své půdě. Zůstal tam do roku 1665, přičemž dvakrát, v letech 1663 a 1664, navštívil Jakutsk. Stále dlužil státu za amurskou výpravu 4 382 rublů, 22 altynů a 2 děngy. Jako splátku dluhu mu jakutský vojevoda I. F. Goleniščov-Kutuzov zabavil mlýn u Čečujska. Chabarov se placení dluhu vyhýbal a roku 1665 z Čečujska odjel do Kirensku v ilimském újezdu. Aby uchránil svůj tamní majetek před zabavením, daroval mlýn (ohodnocený na tisíc rublů) a související pozemky u Kirenska tamnímu klášteru.
Roku 1667 ho ilimský vojevoda pověřil odvezením jasaku a hlášením do Moskvy. Vyjel koncem července 1667, zastavil se v Tobolsku u tamního vojevody a podal žádost o vypravení na Amur v čele oddílu o sto mužích, s nímž chtěl „stavět města a ostrožky a zavést pěstování obilí, aby panovník měl zisk z výběru jasaku a ze zemědělství“. Do Moskvy dorazil v únoru 1668, několik týdnů po své žádosti a opět žádal o vyslání na Amur s tím, že na svůj účet vypraví a zásobí na cestu 100 lidí. Po návratu do Kirensku v něm opět do podzimu 1669 zastával funkci prikazčika.
Jak vyplývá z analýzy ruského historika Georgije Krasnoštanova z roku 2004, založené na žádosti kirenského kláštera z února 1671 o převzetí Chabarovových pozemků v souladu s jeho závětí, zemřel Chabarov v srpnu 1670.
Měl dva syny, Andreje a Maxima.

## Památka
Po Chabarovovi jsou pojmenovány:
- město Chabarovsk, založené roku 1858 jako vojenský post Chabarovka;[3]
- sídlo městského typu Jerofej Pavlovič a stejnojmenná stanice Transsibiřské magistrály;[3]
- ulice v Moskvě, Chabarovsku, Jakutsku, Charkově, Bratsku, Usť-Kutu, Orenburgu, Čitě a dalších městech Ruska a bývalého Sovětského svazu;
- letadlo Airbus A320 letecké společnosti Aeroflot, palubní označení VP-BZP;
- říční osobní loď Jerofej Chabarov Amurské říční dopravy, první postavená loď projektu 860;
- hokejová Aréna Jerofej v Chabarovsku.

Roku 2016 byl ve Velikom Usťugu odhalen pomník Jerofeje Chabarova.